# Per la gloria dell'impero
Per la gloria dell'impero (Eagles of the Empire: Britannia) è un romanzo storico di Simon Scarrow ambientato nel 52 d.C., pubblicato in Italia nel novembre del 2016 dalla casa editrice Newton Compton.
È il quattordicesimo romanzo della Eagles of the Empire Series con protagonisti Macrone e Catone;

## Trama

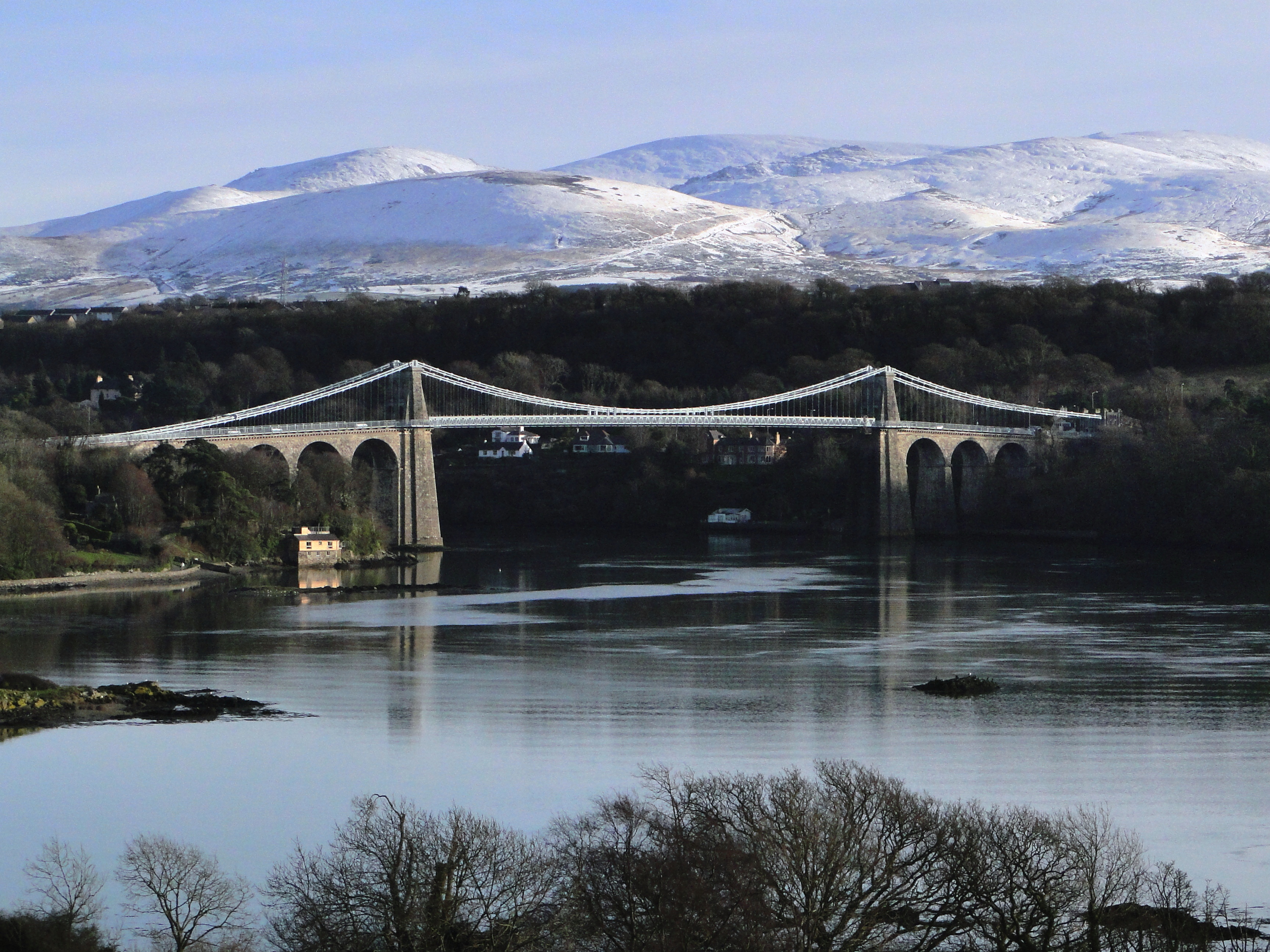
Il ponte, costruito nel 1800, che unisce L'isola di Mona con il continente, proprio nel punto in cui Catone tenta invano di invadere l'isola.

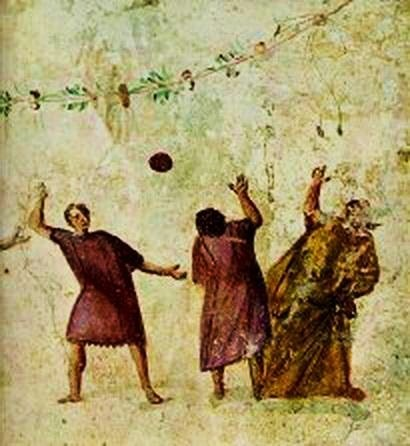
L'arpasto era un gioco praticato spesso nei campi legionari di confine. Macrone organizza delle partite mentre addestra le reclute nel suo avamposto.

È il 52 d.C., dodicesimo anno del regno dell'Imperatore Claudio, Macrone e Catone sono al comando delle loro coorti nell'avamposto soprannominato Imperatoris Stultitia. Di ritorno da una missione esplorativa, Macrone viene ferito ad una gamba da una freccia scoccata nel corso di un'imboscata. Si decide quindi che Macrone rimarrà a presidiare l'accampamento, mentre il prefetto Catone guiderà la Seconda Coorte che partirà per la campagna contro i druidi, penetrando nelle colline ancora poco esplorate dai romani.
Prima della partenza Quintato, che in attesa del nuovo governatore è la massima autorità nella provincia di Britannia, confida a Catone che la fretta di affrontare e sconfiggere i druidi, e le popolazioni da loro coalizzate, sia dovuta alla sua ambizione personale per farsi attribuire meriti ed onori che altrimenti passerebbero al nuovo governatore. Inoltre Quintato costringe Catone, con velate minacce di ritorsione verso i suoi familiari che si trovano a Roma, a passare dalla sua parte, che è quella di Pallante, non servendo più gli intrighi di Narciso. Sempre per dimostrare a Catone di avere informazioni sulla sua famiglia, gli comunica che da pochi mesi sua moglie Giulia ha dato alla luce un bambino a cui ha dato il nome di Lucio, in onore dell'amico fraterno di Catone. 
Catone guida l'avanguardia dell'esercito, attraverso il territorio dei deceangli, ma giunto presso una fortificazione nemica cade in un'imboscata. I britanni tengono in scacco i legionari in quanto, oltre ad essere barricati in un fortino, sono anche pronti a far rotolare dei massi giù dalla montagna che sovrasta le loro postazioni. Infatti la prima ondata viene respinta grazie alla frana generata dai difensori che travolge i romani, tra i quali perde la vita il centurione Crispo.
Catone decide che non vale la pena continuare attacchi frontali, e, presa una parte dei suoi uomini, scala la montagna e prende alle spalle i britanni che erano pronti a gettare altri massi sui legionari. Dopo di che saranno i romani stessi a vendicarsi gettando i massi sulle postazioni dei britanni.
Frattanto, nell'avamposto Imperatoris Stultitia, Macrone si dedica alla formazione delle nuove reclute e dei rinforzi, che però non sono all'altezza dei suoi legionari, e promuove il legionario anziano Lucio Diodoro ad Optio assegnandogli il compito di addestrare le nuove reclute che sono giunte al forte al seguito del centurione Fortuno. Per rendere l'addestramento più completo Macrone fa disputare anche delle partite di arpasto. Per assicurarsi che il nemico non lo colga alla sprovvista, Macrone manda di continuo pattuglie a perlustrare i boschi e le vallate che costellano la zona. Proprio una di queste, guidata dall'Optio Pandaro, scopre un folto assembramento di guerrieri britanni presso una fattoria nascosta in una piccola e remota valle. Macrone intuisce che questo gruppo di britanni sicuramente sta tentando di prendere alle spalle l'esercito di Catone, quindi si mette a capo di un piccolo gruppo di legionari per andare ad avvisare Catone e Quintato. 
Intanto Quintato raggiunge l'avanguardia di Catone con il resto dell'esercito e comunica al Prefetto che un mercante di nome Petronio Deano gli ha indicato la posizione della capitale dei deceangli. Quintato costringe il mercante a recarsi nel villaggio nemico per spiarne le difese ed il quantitativo di guerrieri presenti, per poi ritornare a riferire. Poiché passati due giorni Petronio non è ritornato, Quintato ritenendo che questi sia scappato, decide di assaltare comunque la capitale dei deceangli. Catone guida gli uomini che per primi scavalcano le palizzate della capitale, ma quando entra nella città si accorge che questa è stata abbandonata, e nei pressi della tenda abbandonata del re, rinviene il cadavere orrendamente mutilato del mercante Petronio Deano. 
Quintato decide senza indugi di proseguire l'inseguimento dei durotrigi con l'obiettivo di raggiungere la costa antistante l'Isola di Mona  dove, con il supporto della flotta, intende pianificarne l'espugnazione. Giunti sulla spiaggia scoprono che la flotta è stata dispersa da una tempesta e solo una trireme e quattro biremi sono riuscite ad approdare ed hanno cominciato a costruire un accampamento fortificato. Mancano però del tutto le navi da trasporto che avrebbero dovuto utilizzare per far attraversare lo stretto all'esercito.
A questo punto l'unica soluzione è procedere ad assaltare le fortificazioni dei Druidi che si trovano sulla spiaggia antistante l'isola, e proteggono la zona guadabile durante la bassa marea. Tale operazione però allungherà di molto i tempi della campagna, che prevedeva il rientro nel territorio controllato dai romani prima dell'inverno. Quintato comanda l'assalto alle fortificazioni che risulta molto più difficile del previsto e solo un'intuizione di Catone permette ai Romani di irrompere nella fortezza e sconfiggere i Deceangli. Ci si muove quindi alla volta del guado che permette di arrivare all'isola, ma i ripetuti assalti da parte dei romani finiscono duramente annientati dall'ottima posizione in cui sono asserragliati i britanni.
Contemporaneamente Macrone, mentre cerca di raggiungere l'esercito di Quintato il prima possibile, salva giusto in tempo un piccolo convoglio di salmerie che, aggredito dai nativi, rischiava di essere annientato. Tra i superstiti vi è Gaio Porcino Glabro, inviato in avanscoperta dal nuovo governatore della Britannia, Aulo Didio Gallo, per pianificare con Quintato il passaggio di consegne. Questi saputo che tra gli ufficiali di Quintato vi è anche Catone, anticipa a Macrone che Giulia circa un mese dopo aver dato alla luce il piccolo Lucio è deceduta per le conseguenze del parto. Assieme quindi raggiungono Catone e Quintato per avvisarli del pericolo imminente, con Macrone fortemente angosciato dalla possibile reazione dell'amico alla comunicazione della morte di Giulia.
Una volta appresa la notizia Quintato la sottovaluta, ma dopo che anche delle sue pattuglie avvistano decine di migliaia di nemici che avanzano verso i romani, se ne deve fare una ragione ed interrompere l'attacco a Mona per fronteggiare la nuova minaccia. Catone intuisce il pericolo incombente e consiglia Quintato di far fuggire l'esercito lungo la costa per evitare l'accerchiamento. Quintato ascolta il consiglio ma ordina a Catone ed ai suoi Corvi Sanguinari di coprire la ritirata. Catone riesce ad assolvere il compito ed a ricongiungersi poi con il resto dell'esercito già in fuga, nonostante sia sconvolto psicologicamente dall'aver appreso della morte della sua amata Giulia.
La ritirata nella neve e senza viveri diviene sempre più drammatica, con centinaia di vittime al giorno che abbandonano la colonna lasciandosi morire o di stenti o una volta raggiunti dagli inseguitori. Come al solito si distinguono Catone e Macrone che con le loro coorti, in ben due occasioni, organizzano delle imboscate agli inseguitori uccidendone centinaia e rallentandone l'inseguimento. Quintato in un ultimo tentativo organizza un drappello con a capo Glabro per tentare di raggiungere la fortezza di Mediolanum e chiedere soccorso. Nel giro di pochi giorni si scoprirà che Glabro è stato intercettato ed ucciso dalla cavalleria nemica che sta sopraggiungendo dal versante opposto con l'intento di chiudere in una morsa i fuggitivi.
Organizzato un accampamento Quintato ed il suo stato maggiore sta decidendo se barricarsi ed attendere i nemici o affrontare la cavalleria nel tentativo di proseguire verso Mediolanum, quando Livonio comunica di aver scoperto che uno stretto sentiero di montagna che parte dall'accampamento e si dirige ripido verso la montagna non è altro che uno dei sentieri che nell'avanzata verso Mona aveva percorso al contrario con gli esploratori. Pertanto si decide di utilizzare questa via per ritornare sul sentiero percorso all'andata lasciando però tutti i feriti e cinquecento tra volontari ed estratti a sorte a presidiare l'accampamento per rallentare nuovamente gli inseguitori. La strategia riesce e grazie al sacrificio dei compagni, tra cui anche molti Corvi Sanguinari di Catone, i superstiti riescono a raggiungere la valle e poi il luogo del loro primo scontro con i deceangli.
Catone e Macrone decidono che con le loro coorti, circa trecento uomini, avrebbero ostacolato per l'ultima volta gli inseguitori costruendo delle barricate nella stretta gola. Mentre il resto dell'esercito li sta salutando per incamminarsi verso la salvezza, Quintato raggiunge Catone e gli comunica che rimarrà anche lui con i difensori della barricata. La protezione della ritirata riesce ma a carissimo prezzo, morirà Quintato, e Macrone e Catone riescono a scampare al massacro quali ultimi superstiti delle coorti a loro affidate per poi riuscire e raggiungere dopo tre giorni la fortezza di Mediolanum.

## Personaggi
- Macrone: Centurione, a comando della Prima Centuria, Quarta Coorte della Quattordicesima Legione.
- Catone: Prefetto, a comando della Seconda Coorte Tracia di cavalleria.
- Pausino: Chirurgo.
- Quintato: Legato, governatore pro tempore della Britannia dopo la morte di Ostorio.
- Valente: Legato a comando della Ventesima Legione e pro tempore della Quattordicesima.
- Tito Silano: Prefetto del Campo.
- Livonio: Tribuno della Ventesima Legione, cartografo.
- Ieropante: Segretario personale del Tribuno Livonio, disegnatore di mappe.
- Giulia: Sposa di Catone.
- Lucio: Figlio di Catone e Giulia.
- Aulo Didio Gallo: Nuovo governatore della Britannia.
- Gaio Porcino Glabro: Princeps officii di Aulo Gallo.
- Mirone: Decurione anziano della Seconda Coorte Tracia di cavalleria..
- Temistocle: Decurione della Seconda Coorte Tracia di cavalleria..
- Corvino: Decurione della Seconda Coorte Tracia di cavalleria..
- Aristofane: Decurione della Seconda Coorte Tracia di cavalleria.
- Arpagio: Decurione della Seconda Coorte Tracia di cavalleria.
- Platone: Decurione della Seconda Coorte Tracia di cavalleria.

- Pandaro: Optio della Seconda Coorte Tracia di cavalleria.
- Trasso: Soldato di cavalleria della Seconda Coorte Tracia.
- Bortamis: Soldato di cavalleria della Seconda Coorte Tracia, assistente di Macrone.
- Crispo: Centurione della Quarta Coorte della Quattordicesima Legione.
- Festino: Centurione della Quarta Coorte della Quattordicesima Legione.
- Portillo: Centurione della Quarta Coorte della Quattordicesima Legione.
- Lentulo: Centurione della Quarta Coorte della Quattordicesima Legione.
- Macero: Centurione della Quarta Coorte della Quattordicesima Legione.
- Crotone: Optio della Quarta Coorte della Quattordicesima Legione.
- Lucio Diodoro: Legionario anziano, promosso da Macrone Optio della Quarta Coorte della Quattordicesima Legione.
- Marco Fortuno: Centurione della Quinta Centuria dell'Ottava Coorte ausiliaria Illirica.
- Gaio Appilo: Centurione della Sesta Centuria dell'Ottava Coorte ausiliaria Illirica.
- Safro: Optio dell'Ottava Coorte ausiliaria Illirica.
- Magone: Optio dell'Ottava Coorte ausiliaria Illirica.
- Lomo: Ausiliario dell'Ottava Coorte Illirica.
- Petronio Deano: Commerciante mercenario del Nord.
- Venisto: Capo dei civili al seguito dell'Ottava Coorte Illirica.
- Talbone: Marinaio, tra i pochi superstiti della flotta naufragata vicino all'isola di Mona.

## Ambientazione
| Anno    | Età Macrone | Età Catone | Ambientazione |
| ------- | ----------- | ---------- | ------------- |
| 52 d.C. | 44 anni     | 27 anni    |               |

## Edizioni
- Simon Scarrow, Per la gloria dell'impero, traduzione di Francesco Chiaro, collana Nuova Narrativa Newton, Newton Compton, 10 novembre 2016,  p. 379, ISBN 978-88-541-9796-1.
- Simon Scarrow, Per la gloria dell'impero, traduzione di Francesco Chiaro, collana Gli Insuperabili Gold, Newton Compton, 22 giugno 2017,  p. 380, ISBN 978-88-227-0907-3.
- Simon Scarrow, Per la gloria dell'impero, traduzione di Francesco Chiaro, collana King, Newton Compton, 30 luglio 2020,  p. 384, ISBN 978-88-227-4554-5.

## Analisi
Per la gloria dell'impero è il terzo romanzo consecutivo che vede i protagonisti in Britannia. Infatti per ben sei romanzi precedenti le vicende di Macrone e Catone sono state ambientate in giro per il resto dell'Impero romano.
È il terzo, di tre romanzi consecutivi, in cui si narrano le vicende della Seconda coorte Tracia di cavalleria soprannominata I corvi sanguinari.